# Cypress (Califòrnia)
Cypress és una població dels Estats Units a l'estat de Califòrnia. Segons el cens del January 1, 2010 tenia 49.981 habitants.

## Demografia
Segons el cens del 2000, Cypress tenia 46.229 habitants, 15.654 habitatges, i 12.241 famílies. La densitat de població era de 2.700,3 habitants/km².
Dels 15.654 habitatges en un 38,8% hi vivien nens de menys de 18 anys, en un 60% hi vivien parelles casades, en un 13,3% dones solteres, i en un 21,8% no eren unitats familiars. En el 17,6% dels habitatges hi vivien persones soles el 6,6% de les quals corresponia a persones de 65 anys o més que vivien soles. El nombre mitjà de persones vivint en cada habitatge era de 2,93 i el nombre mitjà de persones que vivien en cada família era de 3,31.
Per edats la població es repartia de la següent manera: un 27% tenia menys de 18 anys, un 7,9% entre 18 i 24, un 30,2% entre 25 i 44, un 24,4% de 45 a 60 i un 10,6% 65 anys o més.
L'edat mediana era de 37 anys. Per cada 100 dones de 18 o més anys hi havia 90,5 homes.
La renda mediana per habitatge era de 64.377 $ i la renda mediana per família de 70.060 $. Els homes tenien una renda mediana de 50.781 $ mentre que les dones 36.337 $. La renda per capita de la població era de 25.798 $. Entorn del 4,6% de les famílies i el 6% de la població estaven per davall del llindar de pobresa.

## Poblacions més properes
El següent diagrama mostra les poblacions més properes.